# 阿納托利·金

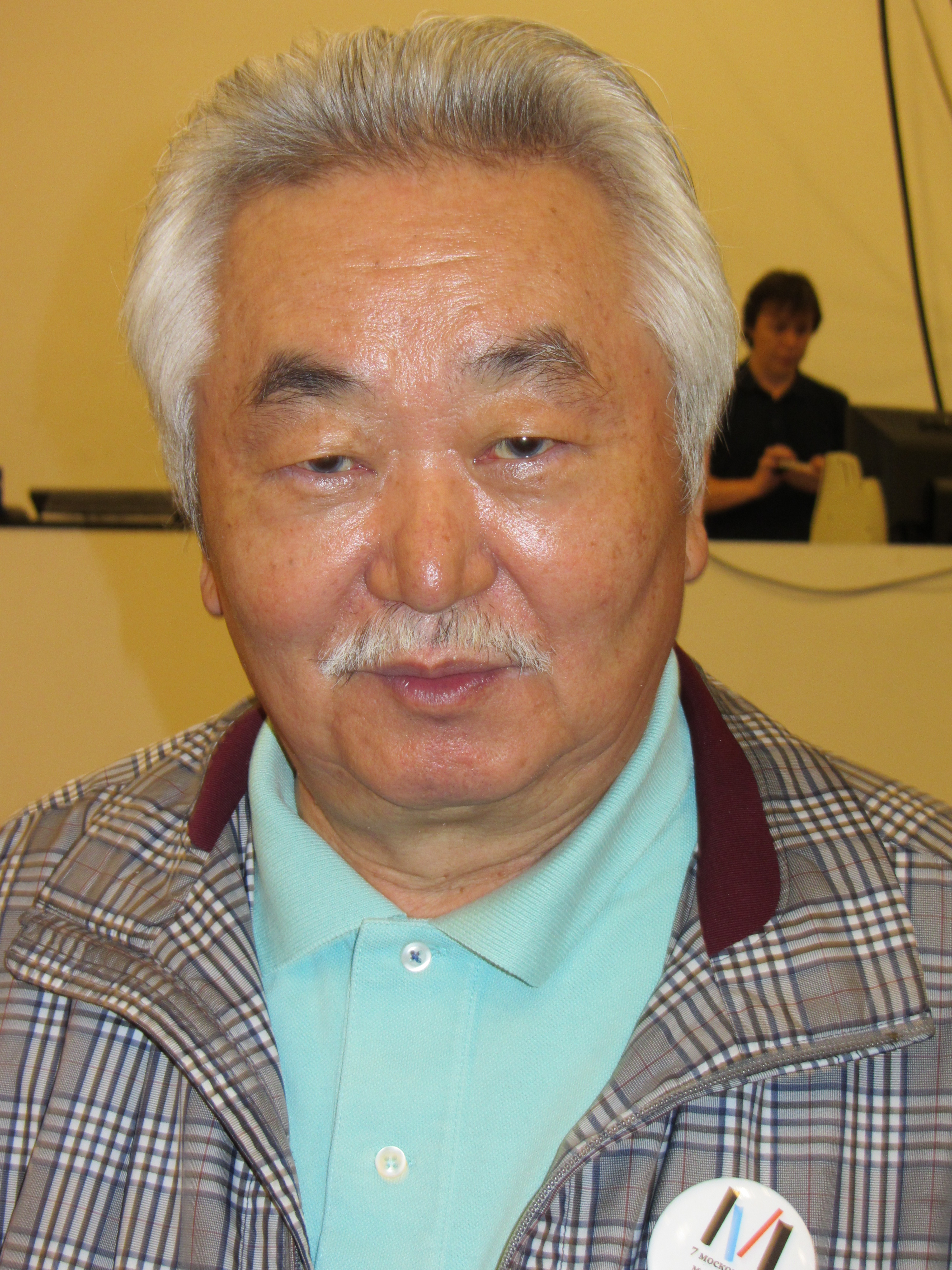

阿納托利·安德烈耶維奇·金（俄语：Анато́лий Андре́евич Ким；1939年6月15日—），俄羅斯高麗人作家。

## 背景
他父親是高麗人，1908年時從朝鮮半島移民俄屬遠東，母親是俄羅斯人。他宣稱自己祖先是十五世紀朝鮮王朝作家金時習後人，他出生於哈薩克苏维埃社会主义共和国奇姆肯特圖爾奇巴斯區，9歲時移民俄屬遠東和薩哈林島，1957年進入莫斯科美術學校。

## 翻譯
他主要工作是把哈薩克語作品翻譯作俄語，包括阿拜之路。